# Pat McFadden (homme politique britannique)
Pour les articles homonymes, voir McFadden.
Patrick Bosco McFadden, né le 26 mars 1965 à Paisley, est un homme politique britannique, membre du Parti travailliste.
Il est député de Wolverhampton Sud-Est depuis 2005 et est brièvement Secrétaire d'État fantôme au Commerce, à l'Innovation et au Savoir-faire en 2010 et ministre fantôme de l'Europe de 2014 à 2016 sous la direction d'Ed Miliband et Jeremy Corbyn. Il est nommé chancelier du duché de Lancastre dans le gouvernement Starmer en juillet 2024.

## Jeunesse et carrière
McFadden est né à Paisley, en Écosse. Il est le fils d'Annie et de James McFadden, tous deux de langue maternelle irlandaise, de la région de Falcarragh, dans le nord du Comté de Donegal en Irlande. Enfant, il visite régulièrement le Donegal. Il fait ses études à l'école primaire Holy Cross RC sur Calder Street et à l'école secondaire Holyrood à Crosshill, au sud-est de Glasgow. McFadden étudie la politique à l'Université d'Édimbourg,obtient un BA en 1988, et est président du Scottish Labour Students en 1986–87 avant de devenir assistant en 1988 de Donald Dewar, alors Secrétaire d'État pour l'Écosse du cabinet fantôme. En 1993, il quitte ce poste pour devenir rédacteur de discours et conseiller politique du leader travailliste John Smith.
Avant de devenir député, il occupe plusieurs postes de conseiller pour Tony Blair, à la fois dans l'opposition et au gouvernement, et est secrétaire politique du premier ministre à partir de 2002.

## Carrière parlementaire

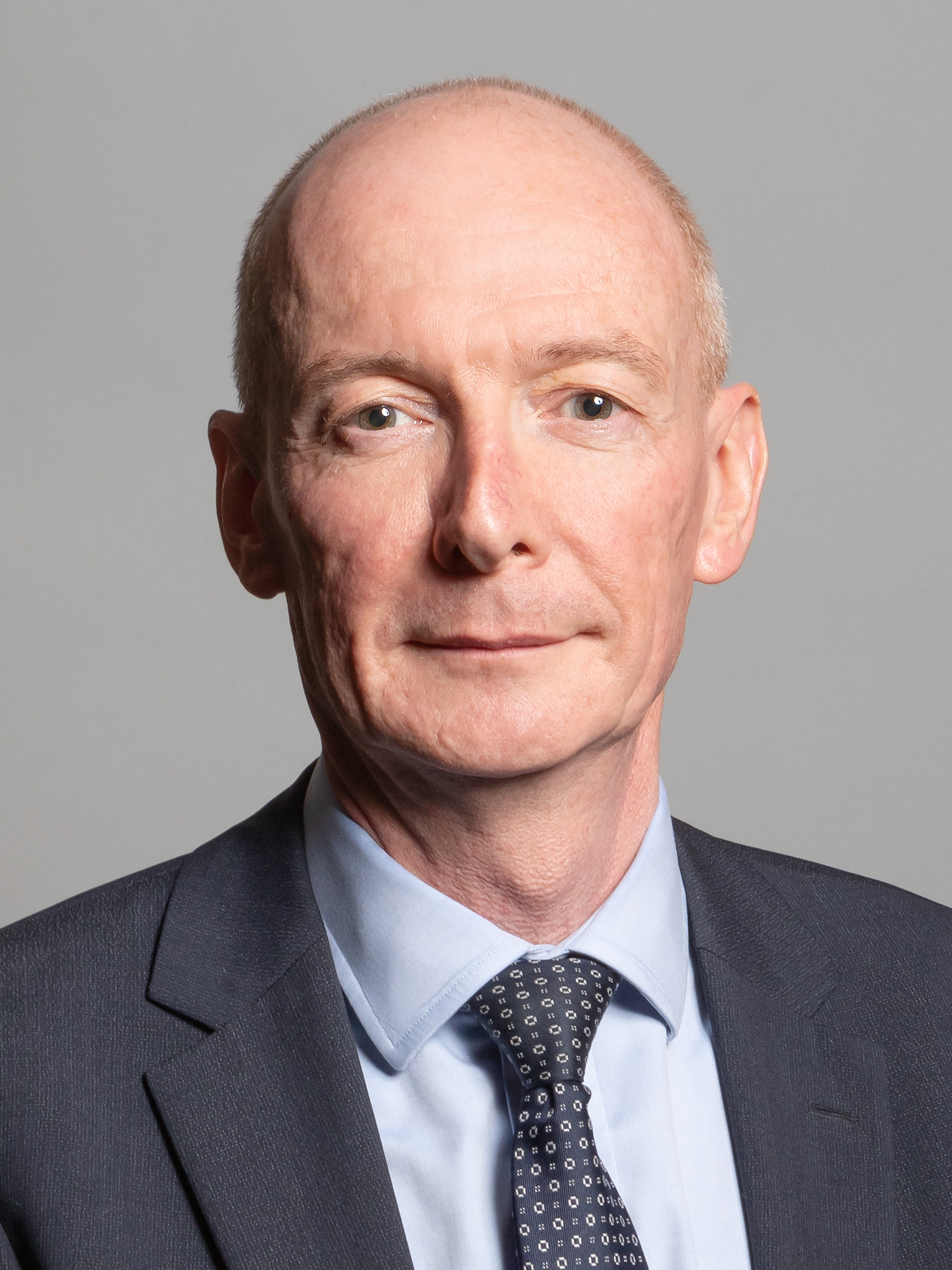
Portrait officiel de Pat McFadden, 2020.

McFadden est élu député de Wolverhampton Sud-Est aux élections générales de 2005, avec une majorité de 10 495 voix, après la retraite de Dennis Turner.
Lors du remaniement de 2006, il est nommé sous-secrétaire d'État parlementaire à l'exclusion sociale au Cabinet Office. Lors du remaniement de 2007, il est promu ministre d'État au sein du département des affaires, des entreprises et de la réforme de la réglementation, nouvellement créé, chargé des relations de travail et des affaires postales. En octobre 2008, lorsque Lord Mandelson remplace John Hutton au poste de secrétaire aux Affaires, McFadden devient son adjoint afin de représenter le ministère à la Chambre des communes, car Mandelson est un pair et ne peut s'adresser qu'aux Lords. McFadden est nommé simultanément au Conseil privé.
À la suite de la défaite du Labour aux élections de 2010 et de la démission de Gordon Brown, McFadden est nommé dans le Cabinet fantôme de la chef par intérim Harriet Harman comme Secrétaire d'État aux Entreprises, à l'Énergie et à la Stratégie industrielle du cabinet fantôme.
Quand Ed Miliband est élu comme leader travailliste en septembre 2010, McFadden annonce sa décision de se présenter à l'élection du cabinet fantôme du Labour mais n'est pas élu. Cependant, lorsqu'il remanie son cabinet fantôme en 2014, Miliband le nomme ministre fantôme de l'Europe.
Lors de l'élection à la direction du Parti travailliste de 2015, il soutient Liz Kendall.
Il conserve son poste lorsque Jeremy Corbyn devient le dirigeant travailliste, mais est limogé avec Michael Dugher en janvier 2016.
Il soutient Owen Smith dans la tentative infructueuse de remplacer Jeremy Corbyn lors des élections à la direction travailliste de 2016.
Il vote en faveur du projet de loi de l'Union européenne (notification de retrait) pour déclencher l'article 50 et sortir de l'Union européenne . Il est opposé à un Brexit sans accord et soutient une relation commerciale étroite avec l'Union européenne. Il est favorable à un deuxième référendum pour donner au peuple le dernier mot sur la sortie de l'Union européenne.
Il fait partie d'Open Britain (un groupe de campagne pro-européen britannique) et défend le discours pro-européen de Tony Blair en février 2017. Il est associé au groupe travailliste de droite du "travail d'abord".
Le 9 avril 2020, McFadden est nommé secrétaire économique de l'ombre au Trésor par le nouveau chef du parti Keir Starmer.
Il est nommé chancelier du duché de Lancastre dans le gouvernement Starmer le 5 juillet 2024.